# 1781
- Wikisource

| Calendário gregoriano                                                        | 1781 MDCCLXXXI                      |
| Ab urbe condita                                                              | 2534                                |
| Calendário arménio                                                           | 1230 – 1231                         |
| Calendário bahá'í                                                            | -63 – -62                           |
| Calendário budista                                                           | 2325                                |
| Calendário chinês                                                            | 4477 – 4478 Início a 24 de janeiro  |
| Calendário copta                                                             | 1497 – 1498                         |
| Calendário etíope                                                            | 1773 – 1774                         |
| Calendários hindus - Vikram Samvat - Calendário nacional indiano - Cáli Iuga | 1836 – 1837 1702 – 1703 4881 – 4882 |
| Calendário Holoceno                                                          | 11781                               |
| Calendário islâmico                                                          | 1195 – 1196                         |
| Calendário judaico                                                           | 5541 – 5542                         |
| Calendário persa                                                             | 1159 – 1160                         |
| Calendário rúnico                                                            | 2031                                |
| Calendário solar tailandês                                                   | 2324                                |

1781 (MDCCLXXXI, na numeração romana) foi um ano comum do século XVIII do Calendário Gregoriano, da Era de Cristo, e a sua letra dominical foi G (52 semanas), teve início numa segunda-feira e terminou também numa segunda-feira.
| Ano completo                         |
| ------------------------------------ |
| Ano comum com início à segunda-feira |

## Eventos
- 13 de Março - Descoberta do planeta Urano, por William Herschel.
- Construção do Solar dos Noronhas da Ribeira Seca, ilha de São Jorge.
- Construção da Ermida de Nossa Senhora dos Milagres anexa ao Solar dos Noronhas, Ribeira Seca.

### Julho
- 13 de julho – é patenteado, por Jonathan Hornblower, o primeiro motor de expansão múltipla a vapor.[1]

### Setembro
- 4 de Setembro - Fundada a cidade de Los Angeles.

## Nascimentos
- 24 de Janeiro - Louis, Conde Molé, político francês (m. 1855).
- 9 de Fevereiro - Johann Baptiste von Spix, naturalista alemão (m. 1826).
- 13 de Março Karl Friedrich Eichhorn Jurista Alemão
- 8 de Maio - Pedro de Sousa Holstein, político português (m. 1850).
- 21 de Junho - Siméon Denis Poisson, matemático francês (m. 1840).
- 23 de Julho - William John Burchell, botânico e desenhista britânico (m. 1863).
- 10 de outubro - John Abercrombie, foi um médico e filosofo britânico, m. 1844.
- ?? - Yeshey Gyaltshen, Desi Druk do reino do Butão, m. 1830.

## Mortes
- Abram Petrovich Gannibal

## Por tema
- 1781 na ciência
- 1781 na literatura